# مؤتمر ميسينا
كان مؤتمر ميسينا لعام 1955 اجتماعا للدول الست الأعضاء في الجماعة الأوروبية للفحم والصلب. وقيم المؤتمر التقدم الذي أحرزته الجماعة الأوروبية للفحم والصلب، وقرر أنها تعمل بشكل جيد، واقترح المزيد من التكامل الأوروبي. وأدت هذه المبادرة إلى إنشاء الجماعة الاقتصادية الأوروبية و‌الجماعة الأوروبية للطاقة الذرية في عام 1957.
عقد المؤتمر في الفترة من 1 إلى 3 يونيو 1955 في مدينة ميسينا الإيطالية، صقلية، في مبنى مجلس المدينة المعروف باسم بالاتسو زانكا. وكان اجتماعا لوزراء خارجية جميع الدول الست الأعضاء في الجماعة الأوروبية للفحم والصلب، وسيؤدي إلى إنشاء الجماعة الاقتصادية الأوروبية. وترأس وفود البلدان الستة المشاركة يوهان ويليم بين (هولندا) وغايتانو مارتينو (إيطاليا) و‌جوزيف بيخ (لكسمبرغ) و‌أنطوان بيناي (فرنسا) و‌والتر هالشتاين (ألمانيا) و‌بول هنري سباك (بلجيكا). وكان جوزيف بيخ رئيس الاجتماع.
وكان على وزراء خارجية الجماعة الأوروبية للفحم والصلب أن يجتمعوا من أجل ترشيح عضو في الهيئة العليا للجماعة وتعيين رئيسها ونواب رئيسها الجدد للفترة المنتهية في 10 فبراير 1957. عقد الاجتماع في ميسينا (وجزئيا في تاورمينا) بناء على طلب غايتانو مارتينو، وزير الخارجية الإيطالي، الذي بقي في صقلية بسبب انتخابات الجمعية الإقليمية. وعينوا رينيه ماير رئيسا للسلطة العليا ليحل محل جان مونيه. كما أعاد الوزراء تعيين البلجيكي ألبرت كوبيه والألماني فرانز إيتزل نائبين لرئيس الهيئة.
وبالإضافة إلى جدول الأعمال المذكور أعلاه، تضمن الاجتماع النظر في برنامج العمل لإعادة إطلاق التكامل الأوروبي. وفي أغسطس 1954 انهارت الخطط الرامية إلى إنشاء جماعة سياسية أوروبية وقوة دفاع مشتركة، هي جماعة الدفاع الأوروبية، كبديل للجيوش الوطنية لألمانيا وفرنسا وإيطاليا وبلدان البنلوكس الثلاثة، عندما رفضت فرنسا التصديق على المعاهدة. ثم حولت بلدان الجماعة الأوروبية الستة للفحم والصلب اهتمامها إلى فكرة الاتحاد الجمركي، التي وضعت في ميسينا. وشكل القرار النهائي للمؤتمر، الذي يعكس إلى حد كبير وجهة نظر البلدان البنلوكسية الثلاثة، الأساس لمزيد من العمل لإعادة إطلاق التكامل الأوروبي.